# Dekanat Garraf
Dekanat Garraf – jeden z 9 dekanatów diecezji Sant Feliu de Llobregat w Hiszpanii. 
Według stanu na lipiec 2016 w jego skład wchodziło 12 parafii. 

## Lista parafii
Źródło:
| Lp. | Miejscowość           | Parafia                                                 | Proboszcz                         | Kościół                                                                        | Grafika | Adres                                                       |
| --- | --------------------- | ------------------------------------------------------- | --------------------------------- | ------------------------------------------------------------------------------ | ------- | ----------------------------------------------------------- |
| 1   | Canyelles             | Parafia św. Magdaleny                                   | Mn. Moragues Pastor, Josep Vicenç | Kościół św. Magdaleny w Canyelles                                              |         | Major, 3 08811 Canyelles                                    |
| 2   | Castellet i la Gornal | Parafia św. Piotra Apostoła                             | Mn. Maroto Cifuentes, Rafael      | Kościół św. Piotra Apostoła w Castellet i la Gornal                            |         | Pl. Rectoria de Castellet, s/n 08729 Castellet i la Gornal  |
| 3   | Cubelles              | Parafia Najświętszej Maryi Panny                        | Mn. Lluís Corominas, Joaquim      | Kościół Najświętszej Maryi Panny w Cubelles                                    |         | Pl. Santa Maria, 1 08880 Cubelles                           |
| 4   | Olivella              | Parafia św. Piotra i św. Feliksa                        | Mn. Català Güell, Ramon           | Kościół św. Piotra i św. Feliksa w Olivella                                    |         | Pl. Constitució, 1 08818 Olivella                           |
| 5   | Sant Pere de Ribes    | Parafia św. Piotra Rybaka                               | Mn. Martín Fernández, Fermí       | Kościół św. Piotra Rybaka w Sant Pere de Ribes                                 |         | Pl. Marcer, 9 08810 Sant Pere de Ribes                      |
| 6   | Sant Pere de Ribes    | Parafia św. Eulalii                                     | Mn. Martín Fernández, Fermí       | Kościół św. Eulalii w Sant Pere de Ribes                                       |         | Velázquez, 49 08812 Les Roquetes, Sant Pere de Ribes        |
| 7   | Sitges                | Parafia św. Bartłomieja i św. Tekli                     | Mn. Pausas Mas, Josep             | Kościół św. Bartłomieja i św. Tekli w Sitges                                   |         | Pl. de l’Església, 6 08870 El Garraf (Sitges)               |
| 8   | Sitges                | Parafia Najświętszej Maryi Panny z Garraf               | Mn. Pausas Mas, Josep             | Kościół Najświętszej Maryi Panny z Garraf w Sitges                             |         | Pl. Ajuntament, 20 08870 Sitges                             |
| 9   | Vilanova i la Geltrú  | Parafia Niepokalanego Poczęcia Najświętszej Maryi Panny | Mn. Pérez Marquès, Àlvar          | Kościół Niepokalanego Poczęcia Najświętszej Maryi Panny w Vilanova i la Geltrú |         | Pl. Immaculada, s/n 08800 Vilanova i la Geltrú              |
| 10  | Vilanova i la Geltrú  | Parafia św. Antoniego Abat                              | Mn. Milà Vidal, Pere              | Kościół św. Antoniego Abat w Vilanova i la Geltrú                              |         | Pl. Arxiprest Llorenç Garriga, 1 08800 Vilanova i la Geltrú |
| 11  | Vilanova i la Geltrú  | Parafia św. Jana Chrzciciela                            | Mn. Pañella Baró, Agustí          | Kościół św. Jana Chrzciciela w Vilanova i la Geltrú                            |         | Joan Llaverias, 18 08800 Vilanova i la Geltrú               |
| 12  | Vilanova i la Geltrú  | Parafia Najświętszej Maryi Panny z Geltrú               | Mn. Milà Vidal, Pere              | Kościół Najświętszej Maryi Panny z Geltrú w Vilanova i la Geltrú               |         | Rectoria 1 08800 Vilanova i la Geltrú                       |